# 傑拉爾德·范伯格
傑拉爾德·范伯格（英語：Gerald Feinberg，1933年5月27日—1992年4月21日）是一位美國物理學家、未來學家和民粹主義者。他曾在布魯克黑文國家實驗室工作兩年。

## 貢獻
傑拉爾德·范伯格為假設的超光速次原子粒子稱為迅子（tachyon），並分析其量子場性質，並預測緲微中子存在，並提倡人體冷凍技術公共服務。

## 外部連結
- NY Times Obituary